# Вівсянка танагрова
Вівся́нка тана́грова (Oreothraupis arremonops) — вид горобцеподібних птахів родини Passerellidae. Мешкає в Колумбії і Еквадорі. Це єдиний представник монотипового роду Танагрова вівсянка (Oreothraupis) Раніше дослідники відносили цей вид до родини вівсянкових (Emberizidae) або саякових (Thraupidae).

## Опис
Довжина птаха становить 20 см. Голова і горло чорні, над очима широкі сріблясто-сірі «брови». Решта тіла переважно рудувато-коричнева, живіт сірий, хвіст чорний.

## Поширення і екологія
Танагрові вівсянки мешкають на тихоокеанських схилах Анд в Колумбії і Еквадорі. Вони живуть у гірських вологих і хмарних лісах, зустрічаються на висоті від 1200 до 2800 м над рівнем моря.

## Збереження
МСОП класифікує цей вид як такий, що не потребує особливих заходів зі збереження. За оцінками дослідників, популяція танагрових вівсянок становить від 6 до 15 тисяч птахів. Це досить рідкісний і локально поширений вид, якому може загрожувати знищення природного середовища.